# 尼彩科技
尼彩科技（NICIKJ，旗下手机产品称作“尼彩手机”）是中国广东省深圳市的一家主要生产智能手机、平板电脑与移动电源的公司，曾有着“打造中国性价比最高的智能手机”之经营理念，但因长期以来被质疑虚假宣传与“山寨”、“炒作”而饱受争议。该公司曾于2010年代初期在中国大陆的手机市场造成一定轰动，以超低价、每部手机只赚10元为标准，一度号称拥有数千家直营店铺。随着营销策略和市场环境的变化，加之手机质量爆出各种问题、外形又多与苹果公司的iPhone雷同，该品牌逐渐消失在公众视野当中。

## 公司历史
2010年10月10日，一个來自四川、拥有三座煤矿的“煤老板”卢洪波在通过购买一家名为“摩能尼彩”之公司的50%股份而进入手机行业。据尼彩科技公司网站，其品牌理念得名于德国哲学家弗里德里希·尼采。
新闻报道称电视购物公司“摩能国际”的创始人蒋德才是卢洪波自幼的朋友，前者利用电视广告为海尔、长虹、康佳等中国手机品牌进行推广，据信年销售额在20亿元以上。卢洪波自称在一次与蒋的见面之后认为手机产业的销售渠道有着非常高的成本，希望自己能够用煤炭行业的经营策略进行手机销售。届时，卢洪波对外号称“卖煤一吨才赚10块钱，一部手机能赚10块钱，已经是暴利”，并表示尼彩生产和销售的手机会避开传统的代理与销售模式，藉由公司自有的工厂店与网络渠道把“巨额利润”让给消费者。
2011年10月19日，尼彩手机在江苏省南京市举行了新品发布会，卢洪波称其产品会坚持低价的策略、每部只赚10元。而公司的新款手机尼彩i8+在研发上“不惜血本”，“选择了成本昂贵的真彩屏，修改了电路设计，增加了内存，待机时间更长，屏幕触控更准确，也更坚固耐用”。
2012年6月13日，卢洪波在南京的一家酒店里表示要在智能手机领域“打败小米、追赶苹果”。
2012年10月23日，卢洪波在南京名人大酒店举行新闻发布会，称由于假冒和违规经营的尼彩手机工厂店过多，将“斥资2000万”、联合工商部门对公司附属的6000多家直营店铺进行清理。
2013年6月，演员王宝强签约成为尼彩的形象代言人。王宝强称其试用了尼彩手机，认为该品牌“买的起靠得住”。
2013年8月，媒体经过调查后指出尼彩手机尽管口号非常响亮，但其在四川省成都市的52家“工厂店”中的26家已经关门。以成都新南路89号的尼彩店铺为例，尽管门牌依旧崭新、还贴着“买4寸3G智能手机只要399元”的横幅，但门口却写着“铺面转让”的字样。记者拨通转让告示上的电话号码后得知，该店经营了一年有余，但并没有什么生意，因“赚不到钱”而打算转手。其它多家尼彩的工厂店也各自变成了中国移动、中国电信的营业场所。2015年，尼彩正式破产，虽然官网仍能访问，但已无法在官网购买手机。
2016年9月，媒体发现中国大陆企业家陈光标代言的“天杞园”减肥产品背后的天杞园公司已由卢洪波担任首席执行官既法定代表人。报道指卢洪波在“兵败手机”后逐渐淡出该产业，并利用先前在手机行业的宣传策略开始经营减肥保健产品。

## 主要产品

### 宣传策略
媒体援引尼彩手机在2011年10月于浙江省温州市投放的广告，称该公司以一位拿着尼彩i8手机的消费者进行宣传。此人与身边拿着iPhone 4的朋友进行比较，说“你看，我也是平滑，能点触，能拖拽，能上网，能QQ，能视频，还能手写呢！……能玩游戏，听广播，看电视，MP4音乐播放，功能也不比你的少，接电话音质还很清淅！后面加个零，只是你的一半价格！”
在其它宣传材料中，尼彩公司也进行了大量的类似语句，如“尼彩手机永远都不赚炒作钱、黑心钱。每部手机只赚10元是我们的价格底线，任何升级、新款，利润都在10元以内”；“从开业即遭市民排队疯抢，到日前千城万店战略的快速推进，尼彩手机工厂店已渐渐深入国人心中”；“天地之间有杆秤，那秤砣是老百姓！任何欺民谋利的行为终将被百姓唾弃，任何惩恶扬善的义举必定受百姓拥戴”等等，但媒体指出尽管该公司多用“消费者”及“权威人士”之名进行推广，实质上没有给出任何具体的实例。有报道认为，其营销方式与脑白金类似，是在用销售保健品的方式卖手机。

### 部分型号一览
- 2013年推出的尼彩A3拥有4英寸屏幕、联发科MT6572双核处理器和500万像素的摄像头，拥有512MB的运行内存和4GB的存储空间，支持TD-SCDMA和GSM网络[9]。
- 2014年推出的尼彩LT18是该公司的首款4G手机，拥有5.5英寸屏幕、1.2GHz高通骁龙四核处理器，主摄像头800万像素，前置摄像头200万像素，支持TD-LTE、TD-SCDMA、WCDMA和GSM网络[10]。

## 批评与争议

### 外界评价
《每日经济新闻》于2011年刊发调查称，尼彩手机时年向市场推广的与iPhone 4一模一样的尼彩i8手机售价仅399人民币且使用“工厂手机，只赚10元”作为宣传语，并称此说法是在计算国产手机成本后根据“三大件、电子料、结构料、配件包材等五个方面所有材料成本累计共389.9433元”的结论而给出的。但记者在采访了时任“手机中国联盟”秘书长的王艳辉之后得到的答复是，尼彩i8手机的税后出厂价格经评估在210元至250元，并非公司号称的389元，因此具有欺骗消费者之嫌疑。对于此类情况，有律师认为尼彩科技之产品“在外形及软件标识上酷似iPhone”，已经侵犯了苹果公司的知识产权。同时，尽管尼彩科技宣称其与联发科技、龙旗国际和天音通信三家上市公司保持着合作伙伴关系，但天音通信对于记者采访的答复是从未听过“尼彩手机”品牌。
《华西都市报》认为，虽然尼彩长期以来的宣传口吻离不开“超低价”，但随着中国各大移动运营商推出的低端定制手机逐渐以低廉的售价和优惠活动抢占市场，加之许多山寨手机厂商也在2011年左右纷纷加入竞争行列，导致尼彩手机的市场地位遭到显著冲击。此外，卢洪波及蒋德才二人曾从事医药保健品销售，而前者也不否认自己有着“保健品营销”的思路，因此随着尼彩工厂店数量的迅速扩张，该公司在管理、物流和售后方面都有遇到相当大的问题。在激烈竞争的前提下，尼彩的经营模式存在巨大的风险，进一步导致了大量店铺倒闭的状况。

### 产品质量
尼彩的广告表示手机采用不锈钢外壳，不过有网友发帖表示实际上该产品使用的只是一种硬塑料，而且手机经快递送到后并不包含任何发票，也没有公司名称、地址或电话。经使用后，手机屏幕时常“出现白屏并自动重启”，售后服务部门也以客户无法出具《退换货保证书》为由而拒绝提供善后。
《信息时报》记者表示时常收到消费者投诉称尼彩手机存在质量问题。投诉者通常反映手机屏幕十分不灵敏、存在严重的错位问题，因此有人表示“这款手机一点都不好，上网功能特差，广告都是瞎编的，买了一定会后悔！”。也有人称买了一部尼彩N4之后非常失望，因为尽管其外形近似iPhone 4，但功能甚至不如其先前使用、价格在同等水平的诺基亚5230，并表示“什么工厂店，就是黑店！”。经过媒体总结，尼彩手机存在的问题有通话时存在电流声、屏幕易坏、摄像头成像模糊、电池不耐用、蓝牙无法进行搜索以及内置游戏暗中扣费等多种情况。

## 延伸阅读
- 山寨文化
- 山寨手机
- 金坷垃